# Аргентина на зимових Олімпійських іграх 2010
Аргентина на зимових Олімпійських іграх 2010 була представлена 7 спортсменами в 3 видах спорту.

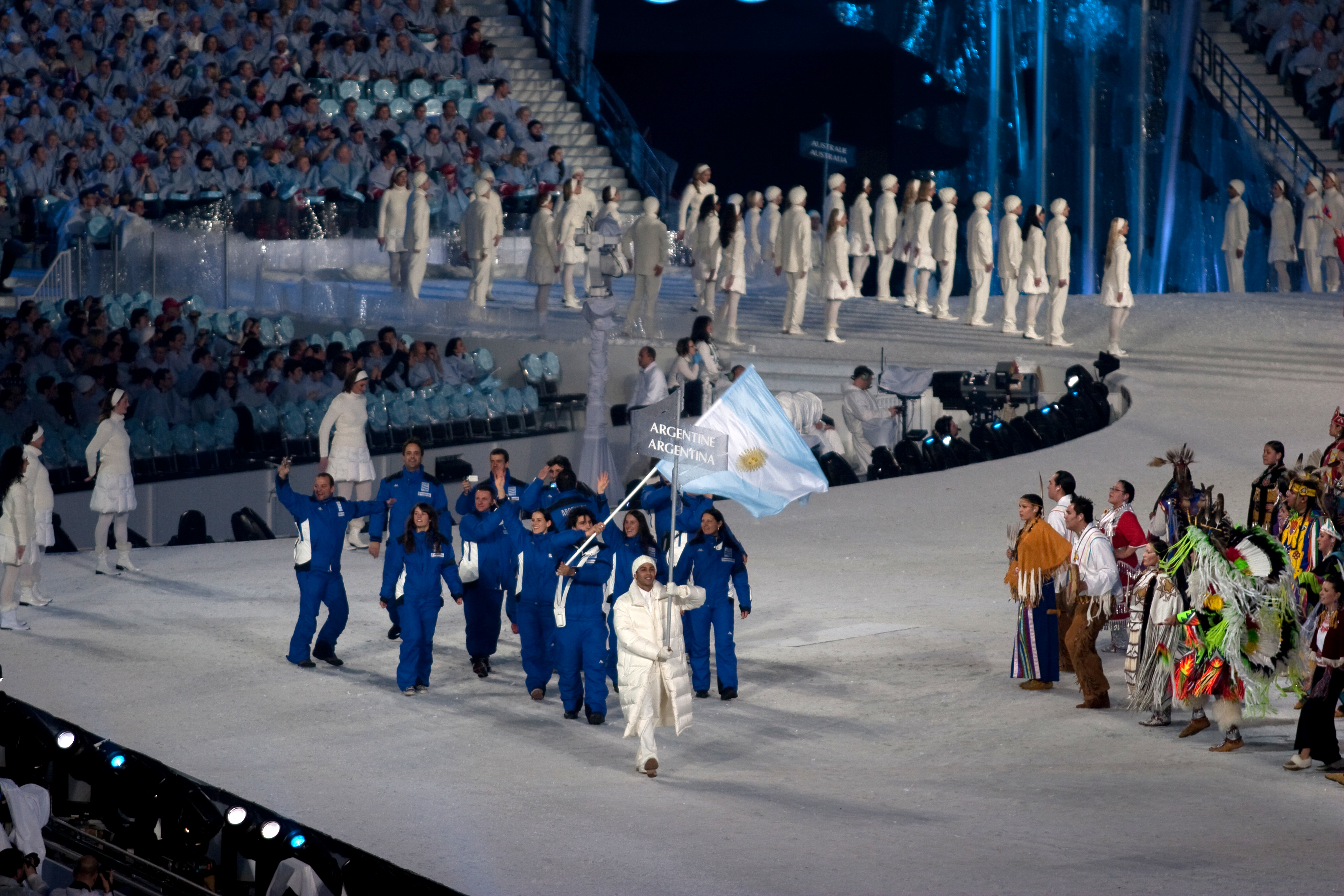
Збірна Аргентини під час Параду націй на церемонії відкриття Олімпіади